# Comté de Middlesex (Ontario)
Le comté de Middlesex est un comté essentiellement rural du sud-ouest de l'Ontario, au Canada, couvrant une surface de 3317,76 kilomètres carrés.

## Géographie
Enclavé, il est bordé par les comtés d'Huron et Perth au nord, le comté d'Oxford à l'est, le comté d'Elgin au sud, et Chatham-Kent et le comté de Lambton à l'ouest.
Le siège du comté est la ville de London, bien que la ville en soit politiquement indépendante. La division de recensement du comté de Middlesex, qui se compose du comté lui-même, de la ville de London et de trois réserves autochtones, a une population de 500 563 habitants en 2021.

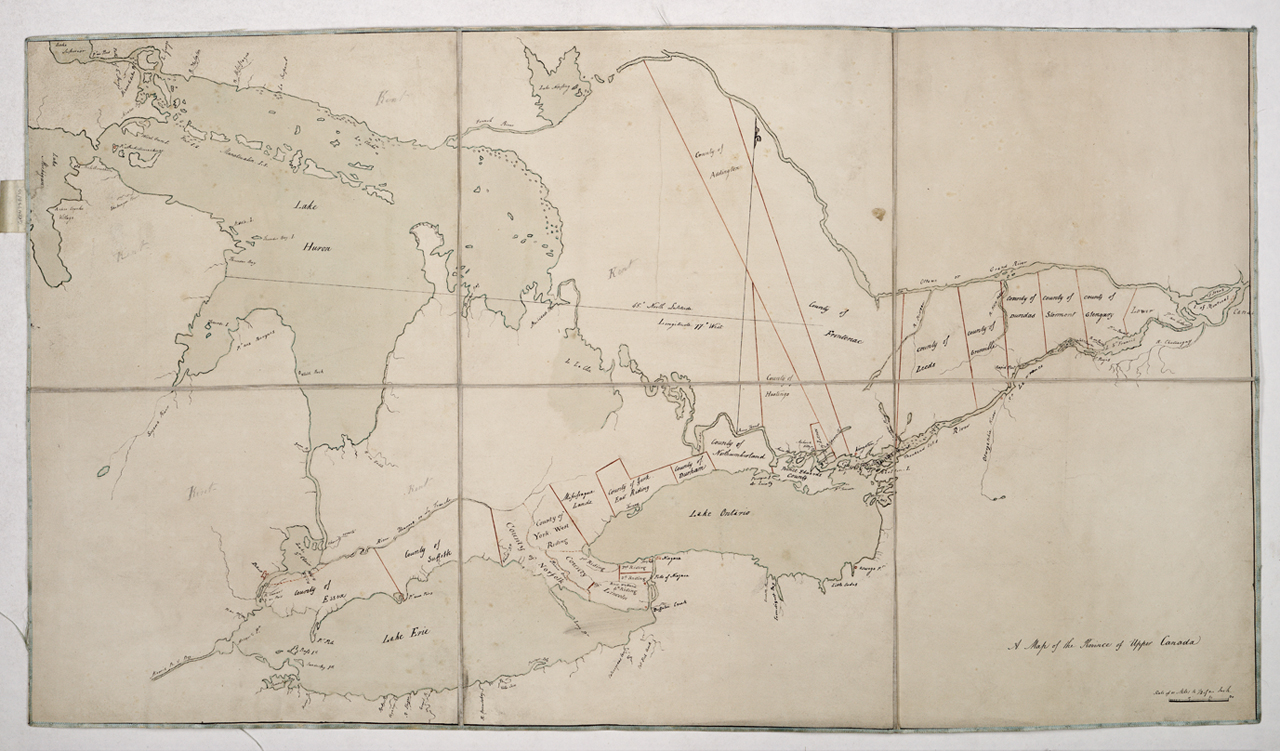
Carte du Haut-Canada montrant la division de 1792 en comtés et circonscriptions

## Démographie
| 2001    | 2006    | 2011    | 2016    | 2021    |
| ------- | ------- | ------- | ------- | ------- |
| 403 185 | 422 333 | 439 151 | 455 526 | 500 563 |